# ويلسون مايرز
ويلسون مايرز (بالإنجليزية: Wilson Myers)‏ هو عازف جاز أمريكي، ولد في 2 أكتوبر 1906، وتوفي في 25 مارس 1991.

## وصلات خارجية
- ويلسون مايرز على موقع ميوزك برينز (الإنجليزية)
- ويلسون مايرز على موقع أول ميوزيك (الإنجليزية)
- ويلسون مايرز على موقع ديسكوغز (الإنجليزية)